# بات نيومان
بات نيومان (بالإنجليزية: Patrick Newman)‏ هو موجه قوارب ‏ كندي، ولد في 7 أغسطس 1963 في سانت كاثرينز في كندا.

## وصلات خارجية
- بات نيومان على موقع الاتحاد الدولي للتجديف (الإنجليزية)
- بات نيومان على موقع اللجنة الأولمبية الدولية (الإنجليزية)
- بات نيومان على موقع أوليمبيديا (الإنجليزية)
- بات نيومان على موقع اللجنة الأولمبية الكندية (الإنجليزية)